# Eugenio Quarti
Eugenio Quarti (n. 28 martie 1867, Villa d'Almè, Lombardia, Regatul Italiei – d. 4 februarie 1929, Milano, Regatul Italiei) a fost un designer, realizator de mobilier și designer de interioare italian, supranumit „bijutierul făuritorilor de mobilier.”

## Biografe
Născut într-o familie cu tradiție în prelucrarea lemnului, care dăduse anterior alți realizatori de mobilier, Quanti și-a făcut ucenicia la Paris, unde a lucrat de la 14 ani până la circa 20 de ani.
În 1886, Quarti s-a reîntors în Italia, stabilindu-se la Milano, unde a lucrat, pentru o scurtă perioadă de timp, cu celebrul Carlo Bugatti, după care și-a deschis propriul său atelier pe Via Donizetti 3.

### Influențe
Printre artiștii care l-au influențat cel mai mult, se pot menționa, alături de extravangantul Bugatti, și Vittore Grubicy de Dragon, un pictor, dar și un entuziast și important susținător al avant-gardei milaneze de la sfârșitul secolului al 19-lea.
Lucrările sale timpurii sunt puternic marcate de stilul maur al lui Carlo Bugatti, dar, la expoziția de la Torino din 1898, se pot vedea primele semne ale influenței Art Nouveau asupra operelor sale, precum și emergența stilului său personal. A fost mereu atent la calitatea și originalitatea realizărilor sale, mereu atent la fiecare formă de artă.
Mobilierul său din această perioadă, este realizat mai ales din lemn de nuc cu incrustații de nacru și aplicații metalice. De asemenea, a dezvoltat, de-a lungul timpului, o eleganță armonie a decorului, cu temelii în formă de fir, folosind specii valoroase de lemn cu incrustații și rame de înaltă calitate, decorate cu materiale fine (nacru, argint, cupru, bronz, cositor, etc.).
Toate aceste caracteristici au constituit baza supranumirii sale de „bijutier al făuritorilor de mobilier.”

### Opere timpuri
Operele timpurii ale lui Quarti, dintre care cele mai reușite au fost expuse la aclamata Esposizione Internazionale d'Arte Decorativa in Torino (în română, Expoziția internațională de arte decorative din Torino) din 1898, au constat din valoroase piese unice, așa cum erau birouri, măsuțe și tăvi decorative, dulapuri de haine și dulapuri de linjerie, toate executate din lemn exotic (mahon și palisandru) și având încrustații în argint.

### Expoziția Internațională de la Paris din 1900
În 1900, a participat la Expoziția Internațională de la Paris, unde a primit „Marele Premiu” din partea juriului. Apoi a participat la numeroase expoziții, precum cea de la Torino din anul 1902 și la Milano în 1906, unde a primit „Marele Premiu Regal” și „Medalia de Aur.”

### Colaborări
Eugenio Quarti a lucrat cu arhitecții vremii sale, așa cum au fost Giuseppe Sommaruga, Luigi Broggi, Alfredo Campanini, dar și cu alții,precum și cu artiștii artizani ai timpului său precum Alessandro Mazzucotelli. A mai lucrat ca designer de interior, creând mobilier și obiecte care reflectau personalitatea sponsorului pentru clădiri publice și private. Quarti a fost cel care a proiectat mobilierul pentru Palazzo Castiglioni din Milano, Villa Carosio din Baveno, Grand Hotel și Casino din San Pellegrino Terme, hotelul Hungaria Palace din Lido, Veneția.
Una dintre cele mai importante lucrări ale sale este mobilierul pentru „Bar Camparino”, cunoscut acum sub numele de „Bar Zucca,” situat la intrarea în Galleria Vittorio Emanuele din Milano. De asemenea, îi plăcea să lucreze la comisiuni mai mici, cum ar fi mobilier pentru Vila Mariani la Bordighera, reședința pictorului Pompeo Mariani. Deși activitățile sale principale erau ebenistica și decorațiunile interioare, i-a plăcut și să predea până la punctul de a deveni Director al atelierului de artă aplicată pentru lemn, al Companiei Umanitaria.

## Onoruri

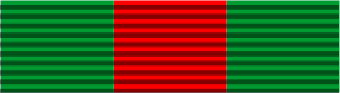
Panglica — Ordine al Merito del Lavoro

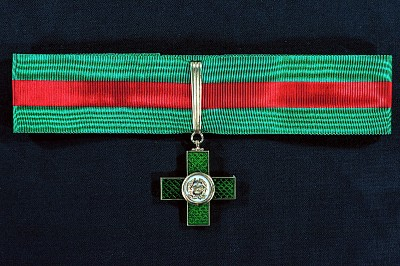
Medalia — Ordine al Merito del Lavoro

Pe data de 8 septembrie 1907, regele Victor Emanuel al III-lea al Italiei i-a conferit titlul de cavaler al Ordinului de merit în muncă (în italiană Ordine al merito del lavoro), ordin creat de Victor Emanuel însuși în 1901.

## Galerie

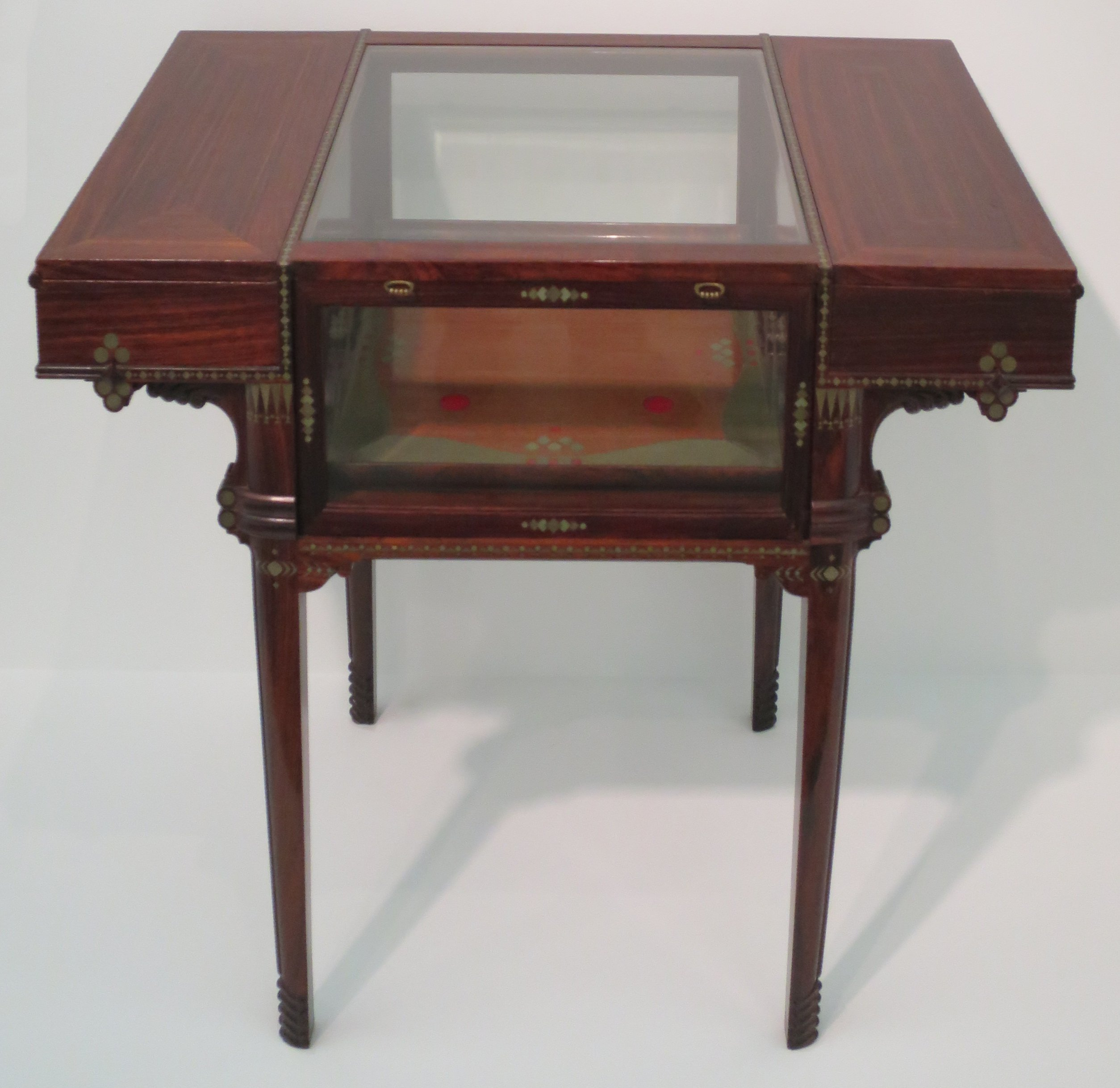
Eugenio Quarti — Masă (1914–1915) (Wolfsonian-FIU Museum,  Statele Unite ale Americii
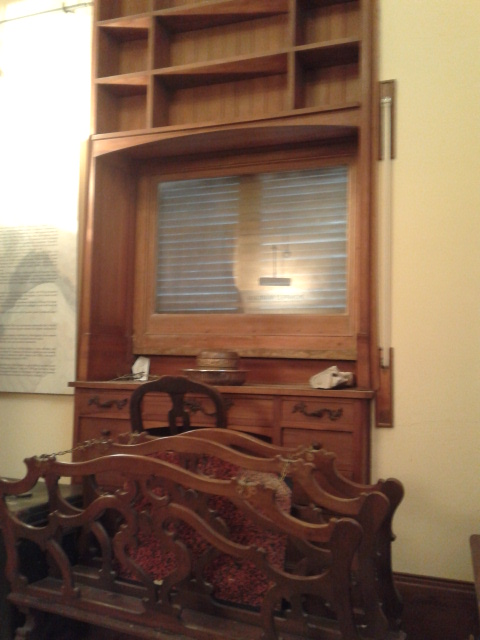
Bibliotecă realizată de Eugenio Quarti pentru Villa Mariani din Bordighera,  Italia